# 三浦市立旭小学校
三浦市立旭小学校（みうらしりつ あさひしょうがっこう）は、神奈川県三浦市南下浦町（みなみしたうらまち）にある公立小学校。
全校児童136名（2024年5月1日現在）の小規模な学校である。

## 歴史
出典
- 1982年（昭和57年）4月1日 - 三浦市立上宮田小学校から分離、旭小学校が開校。上宮田小学校の校舎を一部借りる。
- 1983年（昭和58年）
  - 1月19日 - 「さよなら上小の集い」を開催し、上宮田小学校に別れを告げ、新校舎（現行地）に移転し、入校式を行う。この日を創立記念日と定めた。
  - 2月1日 - 校章制定。
  - 2月12日 - 本校校舎竣工式挙行し、祝賀会開催。
- 1984年（昭和59年）2月25日 - 創立1周年記念バザール・フェスティバル「旭小祭」開催。
- 1985年（昭和60年）2月19日 - 屋内運動場竣工式挙行、校歌制定披露。
- 1988年（昭和63年）10月1日 - 保健室前足洗い場設置、配膳室前に蛇口設置。
- 1990年（平成2年）2月16日 - 児童会旗制作（制作は6年生女子児童）。
- 1991年（平成3年）5月27日 - PTAより、運動会優勝旗一式が寄贈される。
- 1992年（平成4年）
  - 1月18日 - 10周年式典挙行、祝賀会開催。
  - 2月28日 - 教材池設置。
- 1993年（平成5年）12月24日 - 学校林畑への進入路完成。
- 1994年（平成6年）
  - 7月29日 - 自然観察路整備完成。
  - 9月12日 - 体育倉庫新築完成。
- 1997年（平成9年）
  - 1月20日 - 学校林柵工事完了。
  - 6月30日 - 焼却炉取替工事完了。
  - 12月12日 - 防災教室設置。
  - 12月19日 - ブランコ取替工事完了。
- 2000年（平成12年）
  - 1月27日 - 学校林伐採（校外にはみ出している樹木を伐採）。
  - 日付不明 - 全学年単学級となる。[要出典]
- 2001年（平成13年）7月5日 - 通り抜け禁止ゲート設置。
- 2003年（平成15年）4月1日 - 少人数指導導入。
- 2004年（平成16年）3月16日 - 緞帳（バック幕）新調。同日、体育館横道路舗装工事完了。
- 2011年（平成23年）
  - 5月31日 - 第30回運動会を記念運動会として開催。
  - 11月2日 - 30周年記念文化祭開催。
- 2012年（平成24年）1月21日 - 創立30周年記念式典挙行し、祝賀会開催。
- 2014年（平成26年）4月14日 - かもめ2組開設。
- 2015年（平成27年）4月1日 - かもめ3組開設。
- 2017年（平成29年）4月1日 - かもめ2組病弱級開設。

## 主な行事
- 4月 - 入学式、始業式、遠足
- 5月 - 家庭訪問、社会見学（6年生）
- 6月 - キャンプ（5年生）
- 7月 - 水泳教室（3・4年生）
- 9月 - 運動会
- 10月 - 修学旅行、遠足
- 3月 - 卒業式

## 通学区域
出典

### 通学区域
- 南下浦町上宮田
  - 1番地～1362番地
  - 1364番地～1366番地
  - 1527番地
  - 1528番地

### 進学先中学校
公立学校に進学する場合
- 三浦市立南下浦中学校

## 交通
学校への最寄の交通機関は京浜急行電鉄久里浜線三浦海岸駅で、駅から徒歩約1.1km・約17分。

## 所在地
神奈川県三浦市南下浦町上宮田950